# When the Smile Shines Through
When the Smile Shines Through är ett musikalbum från 1994 med jazzsångerskan Lina Nyberg.

## Låtlista
1. Never Make Your Move Too Soon (Nesbert Hooper/Will Jennings) – 4:56
2. Little Child (Per "Texas" Johansson/Lina Nyberg) – 4:54
3. When the Smile Shines Through (Lina Nyberg) – 4:23
4. All Blues (Oscar Brown jr/Miles Davis) – 6:54
5. Love for Sale (Cole Porter) – 7:19
6. Blackbird (John Lennon/Paul McCartney) – 7:16
7. I’m Invisible (Lina Nyberg) – 4:05
8. My Romance (Richard Rodgers/Lorenz Hart) – 6:18
9. That Will Be the Last Tears (Lina Nyberg) – 3:56
10. Hanna O (Per "Texas" Johansson) – 7:14
11. That Man (Lina Nyberg) – 4:25
12. Conclusion (Lina Nyberg/Esbjörn Svensson) – 3:41

## Medverkande
- Lina Nyberg – sång
- Per "Texas" Johansson – tenorsaxofon
- Esbjörn Svensson – piano
- Dan Berglund – bas
- Mikel Ulfberg – trummor